# Giovanni Pellegrino
Pour les articles homonymes, voir Pellegrino.
Giovanni Pellegrino, né le 4 juin 1939 à Lecce, est un avocat et un homme politique italien, qui a été, de 2004 à 2009, le président de la province de Lecce.

## Biographie
Diplômé en droit, avocat au tribunal administratif, Giovanni Pellegrino a été sénateur de la République de 1990 à 2001, président de la commission Stragi, du Conseil des élections et de l’immunité parlementaire (Giunta elezioni e immunità parlamentari) et membre de la commission sur la réforme institutionnelle.
Représentant des Démocrates de gauche, il a été élu président de la province aux élections de 2004 (12 et 13 juin) avec 51,8 % des voix avec une coalition de centre-gauche. Il a battu le candidat de la Maison des libertés, Raffaele Baldassarre.
Il était soutenu au conseil de la province par une majorité constituée par :
- DS
- Margherita
- SDI
- Liste Pellegrino pour le Salento
- UDEUR
- PRC
- Unità Socialista
- Verdi
- Italia dei Valori
- Comunisti Italiani

Son mandat est terminé en 2009. Il ne s'est pas représenté pour un deuxième mandat.